# Esterhuysenia
Az Esterhuysenia a szegfűvirágúak (Caryophyllales) rendjébe, ezen belül a kristályvirágfélék (Aizoaceae) családjába tartozó nemzetség.

## Előfordulásuk
Az Esterhuysenia-fajok természetes körülmények között csak a Dél-afrikai Köztársaság területén fordulnak elő.

## Rendszerezés
A nemzetségbe az alábbi 6 faj tartozik:
- Esterhuysenia alpina L.Bolus
- Esterhuysenia drepanophylla (Schltr. & A.Berger) H.E.K.Hartmann
- Esterhuysenia inclaudens (L.Bolus) H.E.K.Hartmann
- Esterhuysenia knysnana (L.Bolus) van Jaarsv.
- Esterhuysenia mucronata (L.Bolus) Klak
- Esterhuysenia stokoei (L.Bolus) H.E.K.Hartmann